# Graham-Paige
Pour les articles homonymes, voir Graham et Paige.

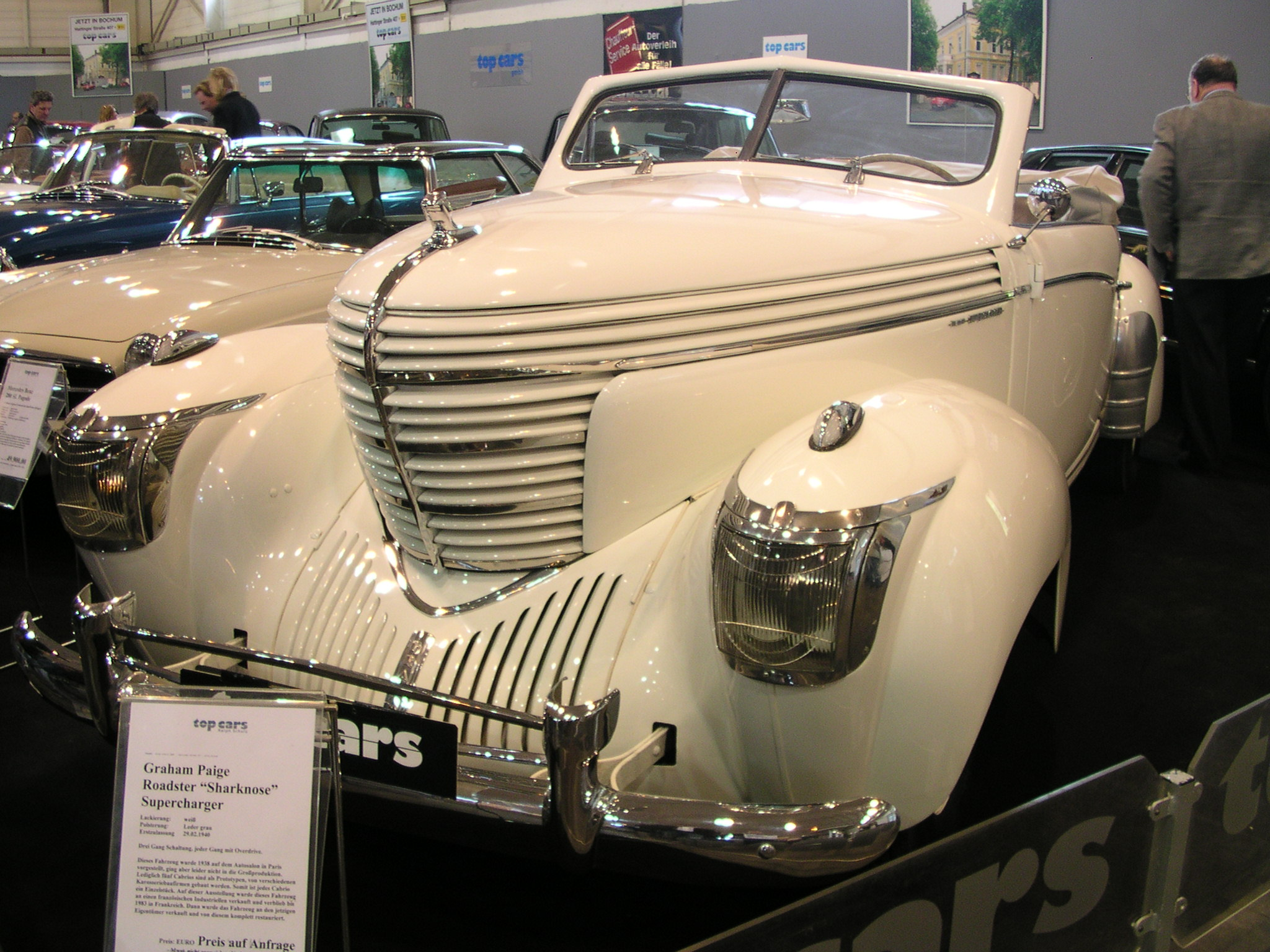
Roadster “Sharknose” Graham-Paige

Graham-Paige était un constructeur automobile américain fondé en 1927 par les trois frères Joseph B. Graham (12 septembre 1882–juillet 1970) , Robert C. Graham (août 1885–3 octobre 1967), et  Ray A. Graham (28 mai 1887–13 août 1932). 
La production d'automobiles se termina en 1940 et elle fut acquise par la société Kaiser-Frazer (en) en 1947. L'entreprise ferma définitivement ses portes en 1962.